# Ahnatal
Ahnatal est une municipalité allemande située dans le land de la Hesse et l'arrondissement de Cassel.

## Jumelages
La ville de Ahnatal est jumelée avec :
- Wisches (France) depuis mai 1990
- Burgstädt (Allemagne) depuis octobre 1990
- Krummnußbaum (Autriche) depuis septembre 1996

## Source, notes et références
- (de) Cet article est partiellement ou en totalité issu de l’article de Wikipédia en allemand intitulé « Ahnatal » (voir la liste des auteurs).

1. ↑  Partnerstädte